# Massimo Cacciatori
Massimo Cacciatori (Ascoli Piceno, 4 maggio 1951) è un ex calciatore e allenatore di calcio italiano, di ruolo portiere.

## Carriera

### Giocatore

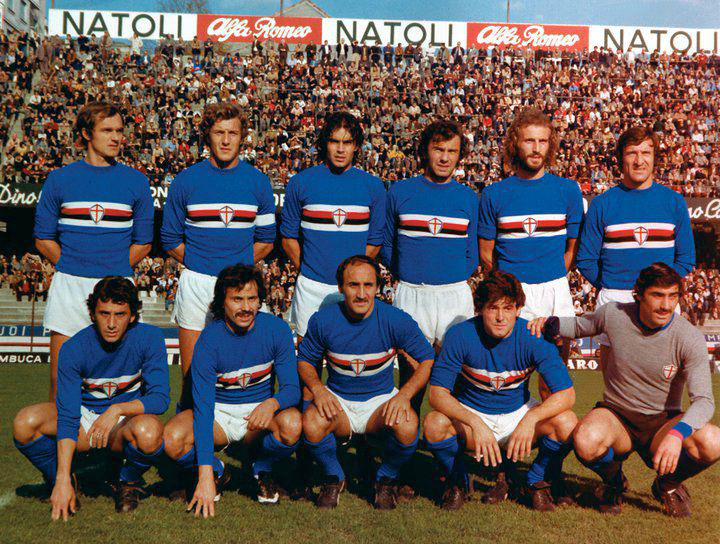
Cacciatori (ultimo a destra accosciato) portiere della Sampdoria 1976-77

Cresciuto nel Del Duca Ascoli, fu nelle giovanili di Inter e Cagliari prima di diventare professionista nelle file della Sampdoria con cui esordì in serie A il 29 ottobre 1972 a Palermo in un incontro terminato 0-0.
Dopo sei campionati con i blucerchiati Cacciatori fu ceduto alla Lazio.
In quel primo anno con la maglia biancoceleste, all'Olimpico il 9 maggio 1979, gli fu respinto il rigore decisivo dal portiere avversario Lorenzo Frison, estremo difensore del Palermo, nella gara di ritorno dei quarti di finale di  Coppa Italia, conclusasi 5-4 per i rosanero dopo i tempi supplementari (terminati sullo 0-0, come i 90' della partita d'andata): Cacciatori fu spinto a tirare quel rigore in quanto invocato dalla Curva Nord, dopo aver parato all'ex laziale Vito Chimenti il quinto calcio di rigore. Tre giorni prima, in campionato, Cacciatori aveva respinto un altro rigore, calciato dall'attaccante del Perugia Gianfranco Casarsa, specialista che tirava da fermo.
Nella successiva stagione calcistica 1979-1980, del portiere laziale si ricorda una prestazione a Torino contro la Juventus che permise ai biancocelesti di concludere sullo 0-0 e al tecnico juventino Giovanni Trapattoni di definire "prodigiosi" gli interventi di Cacciatori. Alcuni giorni dopo, in una domenica piovosa, il 23 marzo 1980, al termine di Pescara-Lazio (2-0), in un maxi-blitz della Guardia di Finanza, Massimo Cacciatori viene arrestato, prelevato da un cellulare direttamente allo stadio, assieme ai compagni di squadra Bruno Giordano, Lionello Manfredonia e Giuseppe Wilson, per quello che fu definito il cosiddetto scandalo del Totonero, che coinvolse anche il presidente del Milan, Felice Colombo, ed i calciatori rossoneri Enrico Albertosi e Giorgio Morini, oltre ad alcuni di Perugia, Palermo e Genoa. Coinvolti in questo giro di risultati addomesticati anche Franco Cordova, Oscar Damiani, Paolo Rossi e Giuseppe Savoldi. L'accusa per tutti è di truffa ai danni degli scommettitori del Totocalcio. Lazio e Milan vengono retrocesse in Serie B, Cacciatori viene in un primo momento radiato, poi la pena è ridotta a cinque anni di squalifica, ma ritornò a giocare dopo la vittoria della Nazionale italiana ai Mondiali spagnoli.
Così, con la Lazio ancora in Serie B, durante la stagione 1982-1983 che segnerà il ritorno in massima serie della squadra romana, Cacciatori è reintegrato in rosa all'età di 32 anni, e per volontà del nuovo presidente Giorgio Chinaglia, è di nuovo titolare all'avvio della stagione in serie A del 1983-1984. L'8 gennaio 1984, dopo l'incontro Lazio-Pisa, in cui la squadra capitolina uscì sconfitta per 0-1, Cacciatori si infortuna e viene sostituito da Fernando Orsi. L'alto rendimento di quest'ultimo nelle successive partite ed il contemporaneo risollevarsi della Lazio dalla zona retrocessione, inducono il mister argentino Juan Carlos Morrone a non utilizzare il portiere ascolano. La stagione termina così con l'ingresso in campo all'88' dell'ultima partita di campionato a Pisa: la Lazio, in vantaggio per 2-1, e con quel risultato certa della salvezza, due minuti dopo l'ingresso di Cacciatori, al 90', subisce il gol di Ferruccio Mariani. Nonostante il pareggio la Lazio comunque è salva al 13º posto, l'ultimo delle non retrocesse. La stagione successiva, quella della mesta retrocessione dei biancocelesti in B, è vissuta da Cacciatori interamente in panchina.
Il portiere marchigiano termina la sua carriera agonistica al Gubbio, dove milita per quattro stagioni alla fine degli anni ottanta, divenendo anche capitano della compagine umbra e contribuendo, nell'annata 1986-1987, alla vittoria del Campionato Interregionale e, dopo il vittorioso spareggio-promozione con il Poggibonsi, al ritorno dei rossoblù nel calcio professionistico, in Serie C2.

### Allenatore
Al termine della sua carriera agonistica Cacciatori ha conseguito il patentino di Allenatore di Prima Categoria. Ha allenato ad Ascoli, Ancona, Gualdo, Teramo e Campobasso.
Dal 2001 è docente di "tecnica del portiere" alla Scuola Allenatori F.I.G.C. di Coverciano. Nel 2004 ha scritto un libro di testo per il suddetto corso, Il portiere moderno.
Nel 2007 è supervisore del settore giovanile del Porto Sant'Elpidio.